# 시코탄섬 해역 지진

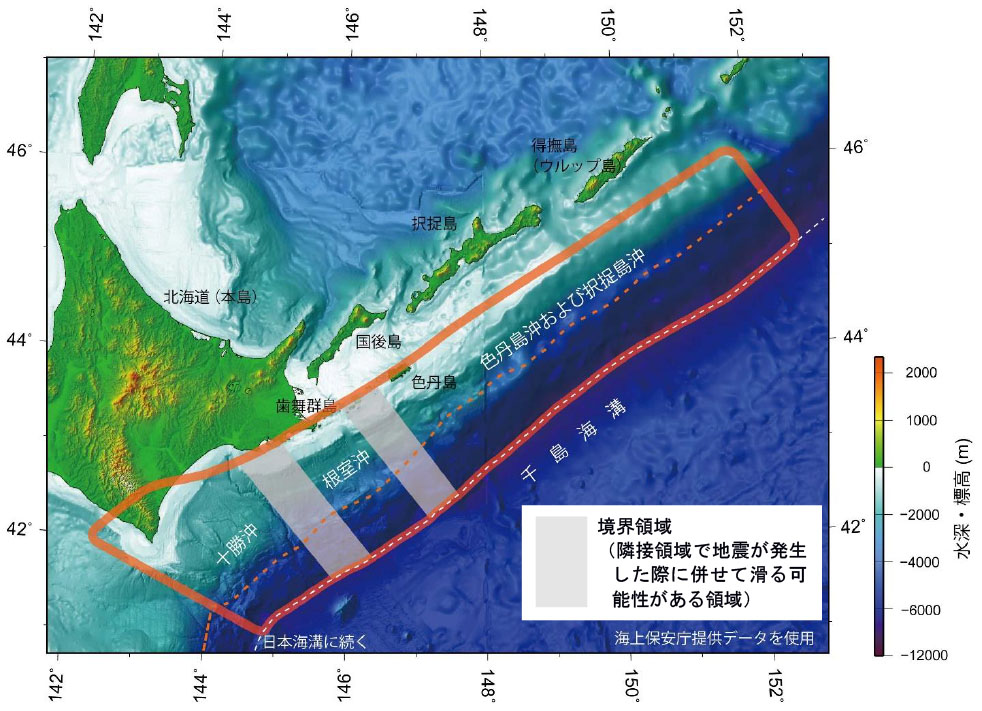
홋카이도 남쪽 쿠릴-캄차카 해구의 주요 진원역을 그린 지도. 제일 동쪽의 긴 영역이 시코탄섬 해역-네무로반도 해역 지진 발생 영역이다.

시코탄섬 해역 지진(일본어: 色丹島沖地震 시코탄토오키지신[*])은 쿠릴 열도 시코탄섬 동남쪽 해역을 진앙으로 발생하는 규모 약 M7.8(Mw8.2 정도)의 고유지진을 뜻한다. 평균 발생 간격은 약 72년이며 일본 지진조사연구추진본부의 2015년 장기평가에 따르면 30년 내에 발생할 확률은 60% 정도이다.
이후 현재는 네무로반도 해역 지진과 함께 평가하며, 시코탄섬 해역-네무로반도 해역 지진은 예상 규모 M7.7~8.5 정도이며 주기는 35.5년, 30년 내 발생할 확률이 약 60% 정도이다.
역사 기록상 남아 있는 규모 M7 이상 시코탄섬 해역 지진은 1893년 규모 M7.7 지진과 1969년 M7.8 지진이 알려져 있다. 또한 동쪽의 네무로반도 해역에서도 1975년 6월 10일에 규모 M7.0의 지진이 발생했다. 이 지진 모두 지진해일을 일으켰다.

## 주요 지진

### 1881년 지진
1881년 10월 25일 21시 22분경 북위 43° 18′ 동경 147° 18′ / 북위 43.3°  동경 147.3°  해역에서 규모 M7.0의 지진이 발생했다. 이 지진으로 네무로반도 지역에서 여러 도자기가 깨지는 피해가 발생했으며 쿠나시르섬 당시 도마리촌에서 판잣집이 무너지는 피해가 발생했다.

### 1893년 지진
1893년 6월 4일 규모 M7.7 지진이 발생했다. 네무로, 앗케시, 시코탄섬에서 강진을 느꼈으며 이투루프섬에서는 암석 붕괴가 발생했다. 또한 시코탄섬에서 2~3 m, 이투루프섬에서 1.5 m의 쓰나미를 관측했다.

### 1969년 지진
1969년 8월 12일 오전 6시 27분 36초(UTC+9)에 발생한 지진이다. 진원은 홋카이도 동쪽 해역(시코탄섬 동남쪽 해역) 북위 43° 22.3′  동경 147° 54.3′  / 북위 43.3717°  동경 147.9050°  지점으로 진원 깊이는 38 km이다. 지진의 규모는 Mj7.8, Mw8.0이다. 일본 기상청 진도 계급(당시) 기준 홋카이도 히로오정, 구시로시, 네무로시에서 최대진도 4를 관측했다. 또한 진원과 가까운 기타미시와 삿포로시는 각각 진도 2와 1의 작은 흔들림을 느꼈지만, 진원과 멀리 떨어진 도호쿠 지방에서 진도3의 흔들림이 발생하는 등 이상진역 현상이 발생했다.
지진으로 쓰나미도 발생했다. 제1파는 뒤로 밀리는 방향으로 나왔으며 네무로시 하나사키항에서 1 m 29 cm, 구시로항에서 72 cm의 쓰나미를 관측했다. 쓰나미로 홋카이도 동부의 일본 국철 호안 구간(앗케시-몬시즈) 구간이 무너졌고 하마나카정 비와세만에서 양식용 미역 뗏목들이 파손되는 등 경미한 피해가 발생했다.
본진 발생 전인 약 1주일 전인 8월 6일부터 소규모 지진 활동이 있었으며, 본진 발생 1분 전 규모 Mw6.2의 전진이 발생했다. 여진 활동도 활발히 일어나 본진 발생 약 3일 후에는 규모 Mw7.1의 최대 규모 여진이 발생했다.

### 1975년 지진
1975년 6월 10일 22시 47분(현지 시각)에 발생한 지진이다. 진원은 홋카이도 동쪽 해역(시코탄섬 동남쪽 해역) 북위 42° 54.3′  동경 147° 57.5′  / 북위 42.9050°  동경 147.9583°  지점으로 진원 깊이는 0 km 가까이로 매우 얉고 규모는 Mj7.0(Mw7.5, Mt7.9)이다. 홋카이도 동부에서 일본 기상청 진도 계급 기준 최대진도 1을 관측했다. 또한 시코탄섬에서 3.5~4.0 m, 쿠나시르섬에서 2~3 m, 하나사키항에서 1.8 m의 쓰나미를 관측했다. 1969년 발생했던 시코탄섬 해역 지진의 여진역에서 발생한 지진으로, 지표에서 감지한 지진파의 흔들림에 비해 쓰나미 높이가 매우 큰 해일지진이다.

## 같이 보기
- 일본의 지진 목록
- 홋카이도 동쪽 해역 지진 - 1994년 발생한 해구형지진
- 이투루프섬 해역 지진
- 네무로반도 해역 지진